# Кулябчинське газоконденсатне родовище
Кулябчинське газоконденсатне родовище — належить до Талалаївсько-Рибальського нафтогазоносного району Східного нафтогазоносного регіону України.

## Опис
Розташоване в Сумській області на відстані 20 км від м. Ромни.
Знаходиться в західній частині приосьової зони Дніпровсько-Донецької западини в межах Артюхівсько-Анастасівського валу.
Структура виявлена в 1972 р. і являє собою брахіантикліналь північно-західного простягання. Розміри її 1,9х1,5 м, амплітуда близько 70 м.
Перший промисловий приплив газу та конденсату отримано у 1983 р. в інтервалі 4594-4602 м.
Поклад пластового типу, пов'язаний з склепінчастою, тектонічно екранованою пасткою.
Експлуатується з 1983 р. Початковий Режим покладу — газовий, потім він змінився на газоводонапірний. Запаси початкові видобувні категорій А+В+С1 — 201 млн. м³ газу; конденсату — 62 тис. т.